# دايسوكي موراكاوا
دايسوكي موراكاوا (باليابانية: 村川大介؛ بالكانا: むらかわ だいすけ) هو لاعب غو محترف ‏ ياباني، ولد في 14 ديسمبر 1990 في نيشينومايا في اليابان.